# Dieter Wedekind
Dieter Wedekind (* 17. Juni 1922 in Berlin als Dietrich Helmut Hermann Wedekind; † 18. Oktober 2014 in Kirchberg in Tirol) war ein deutscher Kameramann.

## Biografie
Wedekind kehrte 1947 aus der Kriegsgefangenschaft zurück und fand noch im selben Jahr bei der DEFA seine erste Anstellung als Volontär im Labor (Kopieranstalt). Ebenfalls 1947 holte ihn der Chefkameramann Friedl Behn-Grund als seinen Assistenten zu sich und ließ Wedekind bei DEFA-Produktionen wie Die seltsamen Abenteuer des Herrn Fridolin B. (1947), Affaire Blum (1948), Die Buntkarierten (1948) und Der Rat der Götter (1950) zuarbeiten. Bei Der Biberpelz assistierte Dieter Wedekind 1949 Bruno Mondi. Später folgte der gebürtige Berliner seinem Mentor Behn-Grund zum westdeutschen Film und arbeitete als Assistent und Kameraschwenker bzw. einfacher Kameramann bei Filmen wie Morgengrauen (1954), Vor Gott und den Menschen (1955), Anastasia, die letzte Zarentochter (1956), Ohne Dich wird es Nacht (1956), Stresemann (1956), Wie ein Sturmwind (1956) und Bekenntnisse des Hochstaplers Felix Krull (1957). Zuletzt wirkte Wedekind mehrfach an der Seite des Assistenten-Kollegen Richard Weihmayr.
Im Jahr 1957 gab Dieter Wedekind sein Debüt als Chefkameramann. Bis zu Beginn der 1970er Jahre fotografierte Wedekind vor allem schlichte, aber auch zotige Lustspiele von geringem künstlerischen Anspruch, mehrfach für die Produktionsfirma Music House. In dieser Zeit fand er auch Beschäftigung beim Fernsehen (z. B. Der mexikanische Bürgerkrieg, Vor den Vätern sterben die Söhne) bzw. bei der Werbung und fotografierte eine Reihe von ambitionierten TV-Dokumentarspielen wie Der spanische Bürgerkrieg (1969) und Friedrich III … „gestorben als Kaiser“ (1970).
Im Alter von 65 Jahren zog sich Dieter Wedekind ins Privatleben (zunächst nach München, später nach Tirol) zurück.

## Filme (als Chefkameramann)
- 1957: Junger Mann, der alles kann
- 1958: Der Sündenbock von Spatzenhausen
- 1959: Paprika
- 1959: Liebe, Luft und lauter Lügen
- 1959: Ja, so ein Mädchen mit 16
- 1960: Schlagerparade 1960
- 1960: Das Rätsel der grünen Spinne
- 1960: Schön ist die Liebe am Königssee
- 1961: Schlagerparade 1961
- 1961: Was macht Papa denn in Italien?
- 1961: Drei weiße Birken
- 1962: Wenn die Musik spielt am Wörthersee
- 1962: Die Försterchristel
- 1963: Ferien vom Ich
- 1963: … denn die Musik und die Liebe in Tirol
- 1964: Holiday in St. Tropez
- 1964: Die lustigen Weiber von Tirol
- 1965: Hotel der toten Gäste
- 1965: Tausend Takte Übermut
- 1965: Ich kauf mir lieber einen Tirolerhut
- 1966: Der Fall Mata Hari (TV)
- 1966: Woyzeck (TV)
- 1967: Gottes zweite Garnitur (TV)
- 1969: Die Kuba-Krise 1962
- 1969: Die Jungfrauen von Bumshausen
- 1970: Die fleißigen Bienen vom fröhlichen Bock
- 1971: Haie an Bord
- 1979: Merlin (Fernsehserie, 13 Episoden)
- 1982: Vor den Vätern sterben die Söhne (TV)
- 1984: Funkeln im Auge (TV)
- 1984: Ab nach Nazareth (TV)
- 1984: Auf nach Bethlehem (TV)